# Zdeněk Karel Slabý
Zdeněk Karel Slabý (9. června 1930 Praha – 11. března 2020) byl český spisovatel, publicista, kritik a překladatel. Věnoval se především literatuře pro děti a mládež a hudební publicistice.

## Život
Vystudoval klasické gymnázium na Žižkově v Kubelíkově ulici, kde byli jeho profesory Vojtěch Jirát a Vladimír Kovářík. Během války se seznámil s Jaroslavem Foglarem a stal se v roce 1944 členem jeho oddílu Pražská Dvojka. Měl zde přezdívku Siki.  Maturoval v roce 1949. Již jako oktaván navštěvoval přednášky Jana Mukařovského na FF UK. V letech 1949–1953 vystudoval český a ruský jazyk na Filosofické fakultě University Karlovy. Jeho vyučujícími byli: Bohumil Mathesius, Hugo Siebenschein, Karel Krejčí, Jaromír Malý a Václav Černý. Během studia spolupracoval s novinami Mladá fronta a s Československým rozhlasem, pro který připravoval spolu s dalšími autory pořad Rozhlasová čítanka. Absolvoval diplomovou prací o Konstantinu Bieblovi. Se spolužáky založil Divadlo poezie, kde působili Milan Kundera, Karel Šiktanc, Miroslav Florian, Jiří Šotola a další. Po absolutoriu byl asistentem na katedře české a slovenské literatury. V roce 1958 odešel do SNDK, kde byl redaktorem a později šéfredaktorem časopisu Zlatý máj. V době normalizace byl odvolán a působil jako dramaturg divadla a galerie Albatros. V roce 1990 se vrátil do čela časopisu Zlatý máj.
V roce 1991 byl na půlroční stáži na Mezinárodním institutu dětské knihy v Ósace.
Dcera Nina Jelínková, rozená Slabá (* 1957) vystudovala ČVUT obor pozemní stavitelství, je průvodkyní v Praze. Syn Petr Slabý (* 1963) je filmový scenárista, režisér a hudební publicista.

## Dílo
Po válce psal do časopisu Junák, který tehdy vedl Jaroslav Foglar. Souběžně psal i do časopisu Vpřed pod pseudonymem Z. K. S. Jeho rané práce jsou dále otištěny v časopisu Středoškolák.
Napsal třicet knih pro děti a mládež.
Podle jeho knihy Děti s cedulkou, kterou napsal spolu s Eduardem Pergnerem, napsal scenárista Vladimír Körner scénář k filmu režiséra Antonína Moskalyka Kukačka v temném lese (1984).
Spolu se svou manželkou Dagmar Lhotovou je autorem příběhů o Kocouru Vavřincovi, které nakreslila Věra Faltová.
Zabýval se rovněž hudební publicistikou, přispíval do časopisu UNI.
- Bukukururuna. Liberec: Severočeské nakladatelství, 1968 (nejnovější vydání vydal v roce 2015 Albatros pod názvem Bukukururuna: aneb Profesorka čárů a kouzel v. s. z Muří nohy)
- Pohádkový detektiv Břetislav Hostivít. Liberec: Severočeské nakladatelství, 1972 (nejnovější vydání vydal v roce 2009 Albatros pod názvem Pohádkový detektiv)
- Nedokončené pohádky. Praha: Portál , 2007. ISBN 978-80-262-0397-1
- Strašidelné pohádky. Praha: Portál , 2011. ISBN 978-80-7367-978-1
- A papoušek hledá svůj zelený klobouk. Praha: Portál , 2015. ISBN 978-80-262-0791-7
- společně - Slabý Petr, Slabý Zdeněk Karel:
- Svět jiné hudby. Praha: Volvox Globator, 2002, 962 stran,  ISBN 80-7207-494-6
- Svět jiné hudby 2, Praha: Volvox Globator, 2007, 690 stran, ISBN 978-80-7207-661-1

### Pseudonymy
Pod pseudonymem Kryštof Matouš zpracoval náměty Ondřeje Sekory o mravenci Ferdovi. Další pseudonymy a šifry: Petr Lhota, dr. Zdeněk; aby, Z. K. S., PeL, KryM.

### Editor
Připravil k vydání díla Konstantina Biebla a Karla Poláčka.

### Filmová adaptace
- 1971 Tri banana, sovětská filmová adaptace režiséra Mikhaila Botova (Михаил Алексеевич Ботов) podle knihy Tři banány aneb Petr na pohadkové planetě.[4]

### Překlady
Přeložil díla autorů: Ľubomír Feldek, Josef Guggenmos, Dušan Radović, Kurt David a Gina Ruck-Pauquèt.